# Everglow
«Everglow» és una cançó de la banda britànica Coldplay llançada com a cinquè senzill del setè àlbum d'estudi A Head Full of Dreams el 19 d'agost de 2016. En aquesta cançó hi col·labora amb veus addicionals l'actriu Gwyneth Paltrow, l'exmuller de Chris Martin.

## Origen
Chris Martin va sentir aquesta paraula slang a un surfista. En una entrevista amb Zane Lowe, va explicar l'origen d'aquesta paraula: "Un dia era a l'oceà amb aquest noi surfista. Aquest noi parlava com el personatge de Sean Penn a la pel·lícula Fast Times at Ridgemont High. Ell estava com 'Jo amic, estava fent aquesta cosa l'altre dia, i em va donar aquest total everglow!' Llavors li vaig dir, 'Quina paraula més espectacular'. A continuació em va començar a sortir la cançó. Per mi, aquesta cançó tracta sobre un ésser estimat o una situació o un amic o una relació que ha acabat o algú que ha mort. Jo estava pensant que, després que hagis passat per la tristesa d'alguna cosa, puguis obtenir aquest everglow. Això és del que tracta."
El videoclip fou dirigt per Ben Mor i llançat el 9 de desembre de 2016.